# Veronika Classen
Veronika Classen (* 18. Januar 1957 in Mönchengladbach; † 6. Mai 2023) war eine deutsche Managerin und zählte laut Fachpresse zu den erfolgreichsten Kreativen in Deutschland. Sie war Geschäftsführerin Kreation von Michael Conrad & Leo Burnett, Lintas und DMB&B/D’Arcy. Sie war eine der ersten Frauen, die Chief Creative Officer einer großen Agentur in Deutschland wurde.

## Werdegang
1974 belegte sie ein Studium von Theater-, Film-, Fernsehwissenschaften und Kunstgeschichte.
1978 folgte ein Grafikdesign-Studium, an der Kunsthochschule Braunschweig/Diplom als Kommunikationsdesignerin.
1980 machte sie ein Volontariat bei Burda, Offenburg.
Danach erhielt sie Arbeit bei diverse Agenturen.
1996 war sie Kreativchefin bei Lintas, Hamburg.
1998 beteiligte sich an der Mitgründung Texterschmiede zusammen mit Detlef Gerlach und Armin Reins, Hamburg.
Von Juli 1999 bis Dezember 2001 war sie Kreativchefin von DMB&B, Deutschland (später D’Arcy).
Sie war wesentlich daran beteiligt, dass der schwedische Möbelkonzern Ikea die Ansprache seiner Kunden in der Werbung konsequent auf „Du“ umgestellt hat.
2005 gründete sie mit ihrem Kollegen Armin Reins in Hamburg die Agentur Reins-Classen, deren Spezialität die Übersetzung von Markenwerten und Unternehmensphilosophien in ein vereinheitlichtes Sprachbild ist, sozusagen in ein gesprochenes Design.

## Veröffentlichungen
- Corporate Language – das Praxisbuch, verlag hermann schmidt, Mainz, ISBN 978-3-87439-881-7
- Die Sahneschnitte – Wie die besten Texter aus Deutschland, Österreich und der Schweiz das Mittelmaß in der Werbung bekämpfen, verlag hermann schmidt, Mainz, ISBN 978-3-87439-790-2
- Text sells – Wie Sie Texte schreiben, die wirken.Wie Sie Unternehmen und Marken durch Sprache Profil geben, verlag hermann schmidt, Mainz, ISBN 978-3-87439-808-4
- Deutsch für Inländer: Von Schwall-Deutsch über Krass-Deutsch bis zu SIMS-Deutsch und Wellness-Deutsch: die 15 neuen Deutschs, Fischer Sachbücher, Frankfurt, ISBN 978-3-596-17236-8